# Mike Hammer
Pour les articles homonymes, voir Hammer.
Pour la série télévisée inspirée du personnage, voir Mike Hammer.
Mike Hammer est un personnage de fiction des romans policiers de Mickey Spillane. Détective privé, il fait sa première apparition dans le roman I, the Jury (1947), adapté en film en 1953 par Harry Essex, puis en 1982 par Richard T. Heffron. Il a été popularisé par une série télévisée dans laquelle il est interprété par Stacy Keach.

## Biographie fictive
Détective privé new-yorkais qui ne réfrène pas ses pulsions primitives, il est adepte de la vengeance et de la loi du talion et n'hésite jamais à employer la violence extrême pour parvenir à ses fins : interrogatoires musclées, bagarres, tortures, tueries. Il préfère toujours user d'abord de son arme à feu et réfléchir ensuite. Populiste et réactionnaire, il observe les valeurs de l'idéologie dominante des WASP américains de l'après-guerre. Il s'avère donc résolument raciste, homophobe et, bien sûr, anti-communiste, la parution des romans coïncidant avec l'ère du maccarthysme. En outre, sa misogynie légendaire se double d'une assurance toute machiste de se croire en mesure de séduire toute femme avec qui il entend satisfaire ses désirs sexuels, ce qu'il ne se prive jamais d'accomplir sans le moindre égard pour sa partenaire du moment. 
Dans J'aurai ta peau (I, the Jury, 1947), premier titre de la série de ses enquêtes, il recherche le meurtrier de son meilleur ami afin de le venger. Dans le roman suivant, Pas de temps à perdre (My Gun is Quick, 1950), il est à l'inverse la cible de tueurs qui cherchent à l'éliminer. Sa secrétaire Velda, la seule femme qu'il respecte un tant soit peu, lui vient en aide dans Fallait pas commencer (Vengeance Is Mine!, 1950), quand il est suspecté par les autorités d'être l'assassin d'un de ses vieux amis. La même dévouée Velda est enlevée par des espions communistes dans Charmante soirée (One Lonely Night, 1951), où surgissent à chaque page tous les clichés sur la Russie en vogue en Amérique pendant la guerre froide.
La plus célèbre des aventures de Mike Hammer demeure toutefois En quatrième vitesse (Kiss Me Deadly, 1953). Au volant de sa voiture, le héros évite de peu une femme recherchée par la police depuis son évasion d'un établissement pénitentiaire. Hammer la prend sous son aile, mais ils tombent peu après dans une embuscade. La fille est torturée, assassinée et jetée avec le détective dans sa voiture que les ravisseurs poussent dans un précipice. Hammer s'en sort et découvre bientôt que la belle victime était en fait la maîtresse d'un puissant caïd et un témoin clé dans un procès contre lui instruit par le FBI. Dès lors, le héros ne pense qu'à châtier les coupables et ne reculera devant rien pour assouvir sa vengeance.
Après ce roman tout particulièrement percutant, Mickey Spillane attend près de dix ans pour publier une nouvelle enquête de son héros. Baroud solo (The Girl Hunters, 1962) révèle un Mike Hammer plus sensible et gravement miné par l'alcool depuis que Velda, chargée d'une mission il y a une dizaine d'années, a disparu sans laisser de traces. Or, grâce à son ami, le capitaine de police Pat Chambers, il parvient à infiltrer le réseau communiste du Dragon et à retrouver sa secrétaire bien-aimée. Dans Le Serpent (The Snake, 1964), le détective privé est engagé pour protéger la fille adoptive du candidat au poste de gouverneur de l'État. Or, la jeune fille est convaincue que son père est l'assassin de sa mère. Le récit prend ici une valeur psychologique inédite dans toute la série et n'est pas sans rappeler un peu les enquêtes du Lew Archer de Ross Macdonald. La parenté avec l'œuvre de ce dernier revient avec les démêlés familiaux au cœur du roman Interdit aux moins de seize ans (The Twisted Thing, 1966), où Hammer recherche les ravisseurs du petit génie et fils de 14 ans d'un scientifique de grande renommée.
Avec Délices suspectes (The Body Lovers, 1967), la série reprend le rythme effréné et le recours à la violence sadique des premiers titres. Hammer y démasque des personnalités huppées qui organisent des soirées spéciales pendant lesquelles sont abusées des jeunes filles racolées par la directrice d'un magazine de mode. Zéro de survie (Survival… Zero!, 1970) voit Hammer déjouer un complot des Soviétiques qui cherchent à lancer une attaque bactériologique contre l'Amérique.

## Romans de la sérieMike Hammer
| Titre original     | Date de publication originale | Titre français                  | Date de publication en français |
| ------------------ | ----------------------------- | ------------------------------- | ------------------------------- |
| I, the Jury        | 1947                          | J'aurai ta peau                 | 1949                            |
| My Gun is Quick    | 1950                          | Pas de temps à perdre           | 1950                            |
| Vengeance Is Mine! | 1950                          | Fallait pas commencer           | 1951                            |
| One Lonely Night   | 1951                          | Charmante soirée                | 1952                            |
| The Big Kill       | 1951                          | Dans un fauteuil                | 1953                            |
| Kiss Me Deadly     | 1953                          | En quatrième vitesse            | 1953                            |
| The Girl Hunters   | 1962                          | Baroud solo                     | 1963                            |
| The Snake          | 1964                          | Le Serpent                      | 1965                            |
| The Twisted Thing  | 1966                          | Interdit aux moins de seize ans | 1966                            |
| The Body Lovers    | 1967                          | Délices suspectes               | 1970                            |
| The Tough Guys     |                               |                                 |                                 |
| Survival… Zero!    | 1970                          | Zéro de survie                  | 1971                            |
| The Killing Man    | 1989                          | L'Homme qui tue                 | 1990                            |
| Black Alley        | 1996                          |                                 |                                 |
| I'll Die Tomorrow  | 2009                          |                                 |                                 |

## Adaptations

### Cinéma
Mike Hammer apparaît dans les films suivants :
- 1953 : J'aurai ta peau (I, the Jury), film américain réalisé par Harry Essex. Mike Hammer y est interprété par Biff Elliot ;
- 1955 : En quatrième vitesse (Kiss Me Deadly), film américain réalisé par Robert Aldrich. Mike Hammer y est interprété par Ralph Meeker ;
- 1957 : My Gun is Quick, film américain réalisé par Victor Saville et George A. White. Mike Hammer y est interprété par Robert Bray ;
- 1963 : Solo pour une blonde (The Girls Hunters), film britannique réalisé par Roy Rowland. Mike Hammer y est interprété par Mickey Spillane ;
- 1982 : J'aurai ta peau (I, the Jury), film américain réalisé par Richard T. Heffron. Mike Hammer y est interprété par Armand Assante.

### Comics
Un comic strip intitulé Mickey Spillane's Mike Hammer est publié dans les années 1940 avec comme scénariste Ruth Roche.

#### Téléfilms
- 1983 : Si tu me tues, je te tue (Mike Hammer: Murder Me, Murder You), téléfilm américain réalisé par Gary Nelson. Mike Hammer y est interprété par Stacy Keach.
- 1984 : Il pleut des cadavres (More Than Murder), téléfilm américain réalisé par Gary Nelson. Mike Hammer y est interprété par Stacy Keach.
- 1986 : Le Retour de Mike Hammer (The Return of Mickey Spillane's Mike Hammer), téléfilm américain réalisé par Ray Danton. Mike Hammer y est interprété par Stacy Keach.
- 1989 : Le Carnet fatal (Mike Hammer: Murder Takes All), téléfilm américain réalisé par John Nicolella. Mike Hammer y est interprété par Stacy Keach.
- 1994 : La Blonde et le Privé (Come Die with Me: A Mickey Spillane's Mike Hammer Mystery), téléfim américain réalisé par Armand Mastroianni. Mike Hammer y est interprété par Rob Estes.

## Sources
- Claude Mesplède, Dictionnaire des littératures policières, vol. 1 : A - I, Nantes, Joseph K, coll. « Temps noir », 2007, 1054 p. (ISBN 978-2-910-68644-4, OCLC 315873251), p. 923.